# Rhodococcus spiraeae
Rhodococcus spiraeae är en insektsart som först beskrevs av Borchsenius 1949.  Rhodococcus spiraeae ingår i släktet Rhodococcus och familjen skålsköldlöss. Inga underarter finns listade i Catalogue of Life.